# Balacra daphaena
Balacra daphaena là một loài bướm đêm thuộc phân họ Arctiinae, họ Erebidae.